# Massimiliano Napolitano
Pour les articles homonymes, voir Napolitano.
Massimiliano Napolitano, né le 13 mars 1973 à Vittoria, est un coureur cycliste italien. Il est professionnel en 1998 et 1999 au sein de l'équipe italienne Mercatone Uno-Bianchi. Son frère cadet Danilo est également coureur cycliste.

## Palmarès
- 1989
  - 3e du championnat d'Italie sur route cadets
- 1993
  - Gran Premio San Basso
  - 3e du Circuito Alzanese
- 1994
  - Gran Premio Artigiani Sediai e Mobilieri
  - 2e de Milan-Tortone
  - 3e du Trofeo Comune di Lignana
- 1995
  - Trofeo Sportivi di Briga
  - 2e de la Coppa d'Argento Giovanni Brunero
- 1997
  - 2e et 6e étapes des Sei Giorni del Sole
  - 2e du Gran Premio Delfo

## Résultats sur les grands tours

### Tour de France
1 participation
- 1999 : 134e